# Amoco

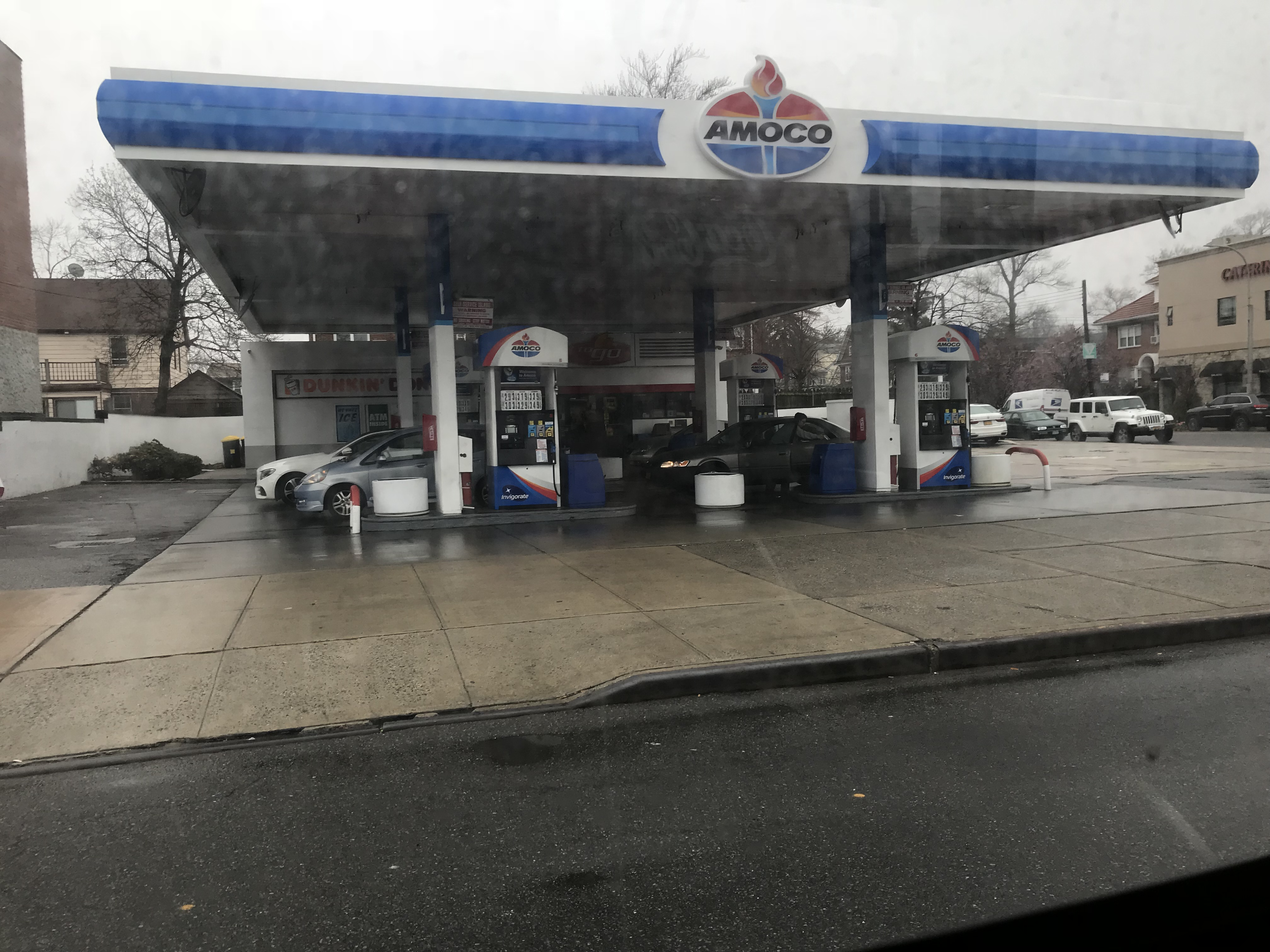
Posto da Amoco em Bayside, Nova York (2018)

American Oil Company ou Amoco é uma marca de postos de gasolina que opera no leste dos Estados Unidos, de propriedade da empresa britânica BP desde 1998. A "Amoco Corporation" (originalmente "Standard Oil Company of Indiana" até 1985) era uma Empresa americana de química e petróleo fundada em 1889, em torno de uma refinaria localizada em Whiting, Indiana, Estados Unidos. Parte da Standard Oil Trust, concentrava-se na gasolina para o novo mercado automobilístico. Em 1911, durante a quebra do monopólio, tornou-se uma empresa independente. Constituída em Indiana, tinha sede em Chicago. A Amoco fundiu as operações com a BP em 1998.
Embora a Amoco Corporation tenha se fundido em 1998, o nome Amoco ressuscitou em 2017 como uma marca que os proprietários de estações de serviço podiam escolher usar ao comprar suprimentos da BP em áreas selecionadas dos Estados Unidos.
Em 1925, a Standard Oil of Indiana absorveu a "American Oil Company", fundada em Baltimore em 1910, e incorporada em 1922, por Louis Blaustein e seu filho Jacob. A corporação combinada operava ou licenciava postos de gasolina com o nome Standard e o nome americano ou Amoco (o último da Am erican o il co mpany) e seu logotipo usando esses nomes tornou-se um oval vermelho, branco e azul com uma tocha no centro. Em meados do século XX, foi classificada como a maior empresa de petróleo dos Estados Unidos. Em 1985, mudou seu nome corporativo para Amoco. A Amoco se fundiu com a British Petroleum em dezembro de 1998 para formar a BP Amoco, renomeada como BP em 2001.
As inovações da empresa incluíram duas partes essenciais da indústria moderna, o caminhão-tanque a gasolina e o posto de gasolina drive-through. Sua gasolina sem chumbo "Amoco Super-Premium" foi comercializada décadas antes que as preocupações ambientais levassem à eliminação progressiva da gasolina com chumbo nos Estados Unidos. A sede da Amoco estava localizada no Edifício Amoco (também chamado de Edifício Standard Oil, e apelidado de "Big Stan", agora Aon Center ) em Chicago, Illinois.
 

Em outubro de 2017, a BP revelou que estaria reintroduzindo o nome Amoco para selecionar os mercados dos EUA. Em agosto de 2018, havia mais de 100 novos locais da Amoco nos estados da Geórgia, Nova York, Nova Jersey, Virgínia, Carolina do Norte, Carolina do Sul, Michigan, Indiana, Wisconsin, Missouri, Flórida, Ohio, Pensilvânia e Illinois.